# Parada Pereira Reis
A Parada Pereira Reis é uma das estações do VLT Carioca, situada no Rio de Janeiro. Faz parte das linhas 1 e 2.
Foi inaugurada em 12 de julho de 2016. Localiza-se no cruzamento da via Binário do Porto com a avenida Professor Pereira Reis. Atende o bairro de Santo Cristo.